# Sperberacris muriciensis
Sperberacris muriciensis es una especie de saltamontes que se encuentra en Alagoas, Brasil. Pertenece al orden Orthoptera, al igual que todos los saltamontes, grillos y cigarras.
El animal es pequeño: las hembras miden aproximadamente 25 milímetros de largo, mientras que los machos son más pequeños, midiendo 17 milímetros. El cuerpo es de color marrón oscuro, con franjas de color marrón claro y oscuro que lo recorren.
La especie se determina sexualmente mediante el sistema X0, es decir, las hembras tienen dos cromosomas X, mientras que los machos solo uno. Por lo tanto, las hembras tienen 24 cromosomas (12 pares) y los machos 23. En cuanto a la posición del centrómero, los cromosomas presentan una configuración telocéntrica.
Los animales utilizados para describir la especie fueron recolectados en enero de 2013 en la Mata Atlántica de Murici, Alagoas. El holotipo y cinco paratipos se depositaron en el Museo de la Ciencia y la Tecnología PUCRS. La especie fue descrita en un artículo científico publicado en 2023 en la revista Zootaxa.

## Etimología
El género «Sperberacris» es un homenaje al biólogo Carlos Sperber, profesor de la Universidad Federal de Viçosa, especializado en ecología de ortópteros. La terminación «acris» se refiere a los saltamontes. El epíteto específico «muriciensis» es un homenaje a la ciudad de Murici, Alagoas, donde se descubrió la especie.